# Cabixi
Cabixi é um município brasileiro do estado de Rondônia.
Localiza-se a uma latitude 13º29'52" sul e a uma longitude 60º33'15" oeste, estando a uma altitude de 230 metros. Sua população estimada em 2010 era de 6.309 habitantes.
Possui uma área de 1.314 km².

## História
O nome Cabixi é de origem indígena vindo da tribo Cabixi há muito tempo extinta. Essa tribo vivia as margens do rio Cabixi que hoje também recebe o seu nome, as pessoas históricas de mais importância da cidade foram o Chico Soldado e Darci Rech eles que foram os desbravadores da cidade chegaram a região com suas esposas e se instalaram as margens do rio Cabixi, assim considerados pela população como primeiros moradores de Cabixi; hoje uma escola municipal recebe o nome do Chico Soldado.
A cidade tem como principal evento a festa da FEJUCA (festa junina de Cabixi) que acontece sempre no mês de Junho e festa junina da cidade, são três dias de festa onde o município recebe visitantes de toda a região.

## Educação
Escolas de ensino básico, fundamental e médio
- Creche Municipal Cebolinha (Pública)
- Escola Municipal de Ensino Infantil e Fundamental  Chico Soldado (Pública)
- Escola Estadual de Ensino Fundamental e Médio José Anchieta (Pública)
- Centro de Estudo Supletivo (Pública)

## Comunicação

### Rádio
- Rádio Cultura FM - 104,9 FM